# 阿尔弗雷多·福尼
阿尔弗雷多·福尼（義大利語：Alfredo Foni，1911年1月20日—1985年1月28日），意大利男子足球运动员。他曾代表意大利国家队参加1936年夏季奥林匹克运动会足球比赛，获得金牌。